# Lake George (kommun i New York)
Lake George är en kommun (town) i New York i delstaten New York, USA,  uppkallad efter sjön med samma namn.
Bykommunen Lake George utgör en enklav och har ett visst kommunalt självstyre.